# El-Mansoera
El-Mansoera of Mansoera (Arabisch: المنصورة of منصورة), andere spelwijzen zijn onder andere Al-Mansura, Al-Mansurah, Al-Mansoura en Manşūrah, is een stad in het gouvernement Ad Daqahliyah in het noordoosten van Egypte, op ongeveer 120 kilometer ten noordoosten van Caïro. De stad ligt in de delta van de Nijl aan een oostelijke arm van deze rivier en had 369.621 inwoners bij de volkstelling van 1996.
El-Mansoera werd gesticht in de 13e eeuw en betekent "de (vrouwelijke) overwinnaar". De naam is afkomstig van het Arabische woord naṣr ( نصر), wat "overwinning" betekent. In 1250 vond hier namelijk de Slag bij El-Mansoera plaats tijdens de Zevende Kruistocht, waarbij de christenen de moslims een zware slag toebrachten, maar waar kort daarop wel koning Lodewijk IX van Frankrijk gevangen werd genomen en zo de Egyptenaren de overwinning bezorgde. Het "Dar Ibn Lockman", waar Lodewijk werd vastgehouden, werd later omgevormd tot een museum.

## Geboren
- Faten Hamama (1931-2015), actrice
- Saad Eddin Ibrahim (1938-2023), socioloog
- Adel Imam (1940), acteur
- Ayman Nour (1964), politicus
- Ibrahim Salah (1987), voetballer

## Overleden
- Asmahan (1912-1944), zangeres